# ファンキーフライデー
『FUNKY FRIDAY』（ファンキー・フライデー）は、FM NACK5で毎週金曜日に放送されているラジオ番組である。通称「ファンフラ」。およそ9時間の生放送で、日本のラジオ定期番組で有数の長時間番組である。

## 概要
1990年から3年間小林克也のDJで放送した「SUPER FRIDAY HONOLULU NACK5」を終了し、後継して1993年（平成5年）10月1日から放送している、NACK5の長寿番組で金曜日の看板番組である。東京高速道路高架下「GINZA STUDIO」から生放送する。
放送開始から30年余、関東地方でラジオ聴取率1位争いを常に競う人気番組である。ラジオネームの投稿を認めず、投稿者名は本名を読み上げる。本名の放送を望まずに匿名希望、下の名前のみ希望、とする投稿者も見られる。
ファンフラの前時間帯が「大野勢太郎 HYPER RADIO」となった2010年10月以降、トータル12時間 (6:00 - 18:00l を「GOLDEN FRIDAY!」と銘打って企画したことがある。2010年10月1日…ラ・テ欄上で枠統合。「ゴールデンフライデー 勢太郎＆克也の金曜が再び!」として書かれた。2011年2月18日…枠統合企画。「ゴールデン・フライデー　大野勢太郎＆小林克也がハワイから生放送!」として、アメリカ合衆国ハワイ州から放送された。翌日放送の小林出演、他局のラジオ番組はピンチヒッターとして坂上みきが出演した。
NACK5は「HAPPY WEEK」と呼称する2か月毎の聴取率調査週間は、プレゼントを強化するが「GOGOMONZ」のような大々的な予告は行わない。
NACK5開局26周年を迎えた、2014年（平成26年）10月31日は、特別番組を組まず『NACK5 26th Anniversary「FUNKY FRIDAY special」』として放送した。
2018年3月27日に、さいたまスーパーアリーナTOIROで「小林克也＆ザ・ナンバーワンバンド 鯛！最後の晩餐ライブ!!」をリスナー500人を招待して催した。

## 放送時間
- 毎週金曜日 9:00 - 17:55

## 現在のパーソナリティ
- 小林克也

1993年10月の放送開始以来30年以上、毎週9時間の生放送をこなしている。
スタジオでは、小林は副調整室（サブ）にマイクを設置して放送している。このためスタッフの声（笑い声や、エンディングのプレゼント当選者発表時の拍手。「GINZAカン・カン・クイズ」オープニングおよび正解時の「カンカンカンカン……」や不正解時の「ブー!」、「ソーロークイズ!」オープニングの「ピュピュピュピュ…」など。）が聞こえる。

### 過去のパーソナリティ（アシスタント）
- 川上まり

放送開始から4年あまり小林のアシスタントを務めたが、後年は話す機会が殆どなく降板した。

### 特別パーソナリティ
- スーパーエキセントリックシアター

ファンフラ初期にてラブタイムの特別ゲスト（演出）として、舞台の宣伝を兼ねた出演も何名かで行った。

### 代打パーソナリティ
- ケイザブロー（2019年8月30日）

パーソナリティの小林が不在のため出演。15時台の「全英TOP10・全米TOP10」は休止し、TOKYO TOP20は20位から発表していた。

## タイムテーブル
2025年8月1日現在のタイムテーブル。15時以降の交通情報は、17時20分を除いて交通管制センターの森下奈津子が担当。 
- 9:00 オープニング
- 9:03 NACK5 NEWS（提供「クローバーランドカーズ」）
- 9:05 オール・ジャパン・シングルス ・トップ 20
- 9:34頃 NACK5 TRAFFIC（提供「彩ハウス」中継：埼玉センター）
- 9:40頃 もってけ泥棒クイズ！・ GINZA カン・カン・クイズ!
- 10:00 NACK5 Morning Line（提供「武蔵コーポレーション」）
- 10:05頃 NACK5 TRAFFIC（提供「埼玉朝陽運輸」中継：九段センター）
- 10:35頃 NACK5 TRAFFIC（提供「近藤建設グループ」中継：埼玉センター）
- 10:40頃 ミッキーのコーナー
- 11:00 NACK5 NEWS(提供「要興業」）
- 11:03頃 NACK5 TRAFFIC (提供「新生オートプラザ」中継：九段センター)
- 11:05頃 LOVE TIME
- 11:30頃 NACK5 TRAFFIC（提供「ソレアード」中継：埼玉センター）
- 12:00 NACK5 NEWS
- 12:04頃 NACK5 TRAFFIC（提供「ロジクエスト」中継：九段センター）
- 12:07頃 あの人に贈りたい～FROM ME TO YOU～（前半）
- 12:34頃 NACK5 TRAFFIC（提供「アイメガネ」中継：警視庁スタジオ）
- 12:35頃 GINZA カン・カン・クイズ!
- 13:00 NACK5 NEWS（提供「新日本物流グループ」）
- 13:03頃 NACK5 TRAFFIC（提供「ライブガーデングループ」中継：警視庁スタジオ）
- 13:07頃 あの人に贈りたい～FROM ME TO YOU～（後半）
- 13:35頃 NACK5 TRAFFIC（提供「CPS」中継：埼玉センター）
- 13:40頃 ミッキーのコーナー
- 14:00頃 NACK5 NEWS（提供「吉岡製油」）
- 14:05頃 NACK5 TRAFFIC（提供「小山企業グループ」中継：九段センター）
- 14:08頃 道～OUR FUTURES ON THE ROAD～
- 14:35頃 NACK5 TRAFFIC（提供「高純度化学研究所」中継：埼玉センター）
- 14:40頃 イチバン!
- 15:00 NACK5 NEWS（提供「日本運輸」）
- 15:03頃 NACK5 TRAFFIC（提供「プラスパージャパン」中継：交通管制センター）
- 15:05頃 実話わたしたちのなれそめ
- 15:30頃 NACK5 TRAFFIC（提供「瀬戸見建設」中継：交通管制センター）
- 15:35頃 GUI GUI MAN vs. GUI GUI WOMAN
- 16:00頃 Afternoon nine（提供「CRS埼玉」）
- 16:03頃 NACK5 TRAFFIC（提供：ポケットモータース「カーブンブン」 中継：交通管制センター）
- 16:10頃 ファンフラ相談室
- .16:35頃 NACK5 TRAFFIC（提供「アサヒロジスティクス」中継：交通管制センター）
- 16:40頃 しりとり歌合戦
- 17:00 NACK5 経済情報（提供「彩の国の4つの信用金庫[注釈 3]」）
- 17:04頃 9時間目（1）
- 17:25頃 NACK5 TRAFFIC（提供「トヨタ勝又グループ」中継：警視庁スタジオ）
- 17:30頃 GINZA カン・カン・クイズ!
- 17:43頃 NACK5 TRAFFIC（提供「ワンロジスティクス」中継：交通管制センター）
- 17:45頃 9時間目 (2)
- 17:54頃 エンディング
- 17:55 End、17:56 NACK5 NEWS（提供「カンダコーポレーション」）

## コーナー

### オープニング
「さあ9時を回りました。こちら銀座です。……『ファンキーフライデーーーーーーー！』」と叫んだ後、映画「ジャイアンツ」のテーマ曲が流れて番組がスタートする。この時小林とスタッフは番組タイトルを約15秒から20秒以上叫んでいる。
冒頭で同番組の前の時間帯に放送されている「Good Luck! Morning!-friday-」担当の柴田聡に向けて労いの言葉をかけたり、コメントに反応したりしている。

### All Japan Singles Top20（9・10時台）
かつてはオリコン週間シングルチャート上位20曲をオンエアしていた。オリコン20位以上であれば、全ての曲をBGMとしてでなく放送する。
年末年始はオリコンチャートがお休みで、2006年1月第1週までは年間チャートを発表したが、2007年の1月第1週はチャートコーナーはお休みとなり「あの人に贈りたい From Me To You」をもう一枠追加して放送した。
2015年5月29日放送分からオリコンだけでなく配信チャートも加えた集計方式に変更された。。
2016年7月15日のチャートで配信で人気が集中した『Walküre Attack!』のアルバムからの4曲がランクインして以降、同一アーティストの同時ランクインは3曲という内規を設けている。「アイドルマスター シンデレラガールズ スターライトステージ」の楽曲が29曲配信された後の2018年9月7日には「著しくチャートのバランスを崩す」という判断からトップ20の枠外で売上の高い3曲を紹介した。

### LOVE TIME（11時台）
「愛」をキーワードにした、オリジナルラジオドラマを小林が朗読する。また、その物語に合わせた曲を挟みながら展開していく。
全般的な流れは曲→ストーリーその1→曲→CM・TRAFFIC→ストーリーその2→曲→ストーリーその3→曲→エンディング。曲は2曲連続で流すことがほとんどで、最後にまとめて曲紹介をする。

### あの人に贈りたい FROM ME TO YOU（12・13時台）
リクエストコーナー。リスナーからある人に贈りたい曲、メッセージを紹介する。基本的に洋邦、新旧を問わないため、この時間帯の他の番組ではかからないような懐メロ歌謡曲がかかることがある。
2011年2月11日には12時台・13時台は日本マクドナルドの提供で「Big America 2 Radio Special Program!」として内容を一部変更して放送した。
2017年5月5日～12月1日放送分までは14・15時台に放送していた。
All Japan Singles Top20でオンエアされた曲が重複して流れる事も多々有る。

### OUR FUTURES ON THE ROAD（14時台前半）
通称「道のコーナー」
「道」をテーマとした投稿者からの話題やエピソードを募り、紹介するコーナー。メッセージが採用されたリスナーの中から、抽選で毎週1名に5,000円分のAppleギフトカードをプレゼントしている。
2017年5月5日～12月1日放送分までは16時台に放送していた。

### イチバン!（14時台後半）
毎週テーマを決め、リスナーの「イチバン」を募集する。テーマは、日常的な物からNACK5女子アナ人気投票などと様々。週替わりのテーマは毎週木曜日の15時頃に発表される。
2017年5月5日～12月1日放送分までは16時台に放送していた。

### 実話・わたしたちの馴れ初め（15時台前半）
二人が結婚するまでの馴れ初めの他に不倫・ペットとの出会い・結婚に至らなかった、離婚など色んな馴れ初めも紹介される。

### GUI GUI MAN vs. GUI GUI WOMAN（15時台後半）
リスナーの男女それぞれの努力自慢を紹介するコーナー。優秀な投稿には「頑張り賞」として、番組オリジナルTシャツがプレゼントされる。

### FMC音楽治療室（16時台前半）
リスナーから寄せられた悩みを、小林が解決へのアドバイスを話すとともに、楽曲を流すコーナー。生年月日、干支、好きな楽曲のジャンル、アーティストをメールフォームから投稿すると、リスナーの希望するアーティストの楽曲や、番組側が選んだ悩みに合う楽曲を流す。

### The Best Hit ファンフラ（16時台後半）
小林のDJプレイコーナー。

### "No.9"（17時台）
通称「9時間目」
週替わりのテーマに対するリスナーからの投稿を読む。2023年1月13日から一時期副題を「恋愛専科」とし、恋愛絡みのネタに限定されていたが、現在は表題のテーマ通りとなっている。。2か月に1回NACK5がスペシャルウィークの時、リスナーから送られてきたダジャレを読み続ける回もあった。多数のリスナーからの不評があったせいか2013年8月のスペシャルウィークを最後に9時間目の枠でダジャレを流すことはなくなったが、2018年8月24日放送分からイチバン!の枠で半生放送の時に限りダジャレが復活している。週替わりのテーマは毎週木曜日の15時頃に発表される。

### 交通川柳（NACK5 TRAFFIC内）
交通情報を伝えた後、リスナーから送られてきた交通に関する川柳を紹介する。一番投稿数が多いコーナー。

### エンディング
エンディングにはサザンオールスターズの「天井棧敷の怪人」)が流れ(2015年5月頃まで、映画「ブレードランナー」のテーマ曲)、最後はスタッフと小林自らの氏名を読み上げ、「また来週、さよなら！」と締めくくる。
ただし、小林が放送時間や、銀座と大宮本局との回線伝送における若干の遅延を気にしていないせいか、尻切れトンボで終了してしまうことがたびたびある（スタッフ紹介の途中に番組が終了する時もある）。

### クイズコーナー
番組中 （11時台・14時台・15時台を除く毎時35分頃）、リスナーが参加するクイズコーナーがある。
ミッキーのコーナー (10・13時台)
ボイスチェンジャーを使用したキャラクターのミッキー (Mikki} が、電話に出たリスナーにクイズを出題したり、質問を投げかける。逆電コーナー。答えは基本的に三択であるが、四択の場合もある。
コーナーの開始時には、小林が「え、だれー」と聞き、ミッキーが「ミッキーだよ」と答え、電話をかけ始めるのがお決まり。電話に出たリスナーには、日の丸ステッカーと番組オリジナルTシャツが贈られる。2007年秋頃から一時期、クイズの前にテーマに基づいたエピソードをリスナーが語った。
持ってけドロボー（9時台）
コーナー冒頭、スタジオの机に落とす小銭の音を聞いて、その金額を当てるクイズ。カン・カン・クイズ同様、電話または番組の応募フォームから回答を受け付ける。
正解者には、賞金としてその金額が現金書留で送られてくる。
GINZAカン・カン・クイズ! （9・12・17時台）
2007年2月23日よりミッキーを一部差し替える形で新たにスタートしたクイズコーナー。コーナータイトルは、日本映画「銀座カンカン娘」が由来。
イントロ当て、曲の一部分、子供が歌った鼻歌の曲当て、楽曲の逆再生から、歌手と曲タイトルを当てるものや、小林自身の経験を話してクイズを出題する。ミッキーとは逆にリスナーが番組に電話をかけて答えを言うか、番組の応募フォームから正解を送る。
スタッフの「カンカンカンカン…」の叫び声が正解のサインで、クイズに正解するとコーナー終了時、スタッフと一緒に叫ぶことができる。また正解したリスナーには番組オリジナルTシャツがプレゼントされる。

## NEWS・TRAFFIC
オープニング後、11時から13時、15時の正時および番組終了直後に「NACK5　NEWS」、10時に「NACK5　MORNING LINE」、16時に「NACK5　AFTERNOON LINE」、17時に「NACK5経済情報」が挿入されている。「MORNING LINE」「AFTERNOON LINE」「経済情報」は月～木曜と内容や放送時間が若干異なる。
2022年4月1日放送分までは、オープニング後は大宮本社のニュースデスクへのフリで、小林が担当キャスターへの無茶ぶりやおだてにも取れるコメントをすることがあったため受ける側のキャスターが反応に一苦労することも多かった。2022年4月8日放送分からは、上記の無茶振りが一切無くなり、普通に担当キャスターの名前を紹介して振るようになっている。
例外として、ニュース担当の中村直美が9時台からニュースを担当する場合、小林の呼びかけるコメントに反応するなどの例がある。
TRAFFICのBGMは他の番組と異なり週ごとに変わる小林が担当者をフルネームで紹介したり、次の放送時間を「○時○分頃」ではなく「30分後」（16時35分頃のTRAFFICは「50分後」、17時20分頃のTRAFFICは「20分後」）と言ったり、交通川柳後には「〇〇（提供企業）がお送りしました」と締めくくり、NACK5他番組とスタイルが異なる。

## 過去のコーナー
BOOK TIME
12時台のAll Japan Karaoke Top20の前身コーナーである。番組開始当初から2年間、新しい本などを紹介するコーナーだった。
All Japan Karaoke Top20
9時台・10時台に放送。しかしカラオケチャートは変動が少なく、2003年頃にSMAP「世界に一つだけの花」や森山直太朗「さくら」が長期エントリーを果たしたのを機に、切り替えられた。
面白倶楽部
1999年から一年間は、面白倶楽部というコーナーを設けた。当初はリスナーからの面白ネタを数々紹介していくというものだったが、そのうちネタ尽きたり年寄ネタを挙げたりなども見られていた。
ザ・川柳倶楽部
2001年から1年間、リスナーから寄せられた川柳を読みあげるコーナー。開始当初は皆、世間の出来事を川柳にするものが多かったが、末期には「下ネタ」を連発するリスナーも増えた。川柳コーナーは、現在の交通川柳で復活している。
小林タクシー
2005年の一時期、17時台の「9時間目」と同じ時間に放送。これはタクシー運転士に扮した小林に対し乗車した（電話に出た）リスナーとのトークを展開する。
Best Hit USA
17時台にこのコーナー（テレビとは別内容）が放送。同番組は現在、土曜 12:00-12:55に放送されている。
夕方メロディー
「Best Hit USA」の後釜として始まった。リスナーから洋楽の曲の歌詞を小林が直訳し朗読した後に、直訳した洋楽をかける内容だった。余りにも微妙なコーナーだったために早くに打ち切りになった。
一日スタッフ
2006年頃から、公募によって選ばれた毎週1名のリスナー（男性と女性とを隔週で選出）が番組で働いていた。2007年春からはエンディングで小林から認定証が贈られ、小林に感想を聞かれた後、スタッフ紹介で氏名が読み上げられるようになったが、同年限りで企画は終了した。その日に一日スタッフを行う予定だった人が急用で休んだ場合は、一日スタッフなしのまま進行していた。
言論の自由
2007年の一時期に放送。内容は小林があるテーマを出し、それに対して好きか嫌いか等の回答をリスナーに求めるというものだった。リスナーは電話を直接かけなければならなかったが、回答は20人までだった。また20人目のリスナーには番組からＴシャツ等をプレゼントしていた。
ミュージック・インフォメーション
1996年から2008年3月まで9時台と14時台に途中（30分頃）で放送され、小林が紹介する通販CDボックスの宣伝が入っていた。さらに以前は「小林克也のアメリカンボックス」という英会話CDの宣伝コーナーもあった。
はっきり言って Yes or No
2009年3月6日まで14時台後半に放送。硬軟織り交ぜた質問に対する答えを募集し、紹介する。同コーナー開始前まで随時大まかな得票数を発表。なお同じテーマをインターネットサイト「小林克也のradiobaka.dj」(下記外部リンク参照) でもアンケートをとるが、正反対の結果が出ることもよくあった。2015年11月13日放送分の「イチバン!」で限定的に復活している。
電話でね
2009年3月13日から2010年2月12日まではレギュラー、以降は同年3月から同年5月20日まで原則的に毎月1回放送。放送時間は14時台後半で、小林が事前にアーティストと電話にて会話をした内容を紹介するもので、あくまでも新曲などの宣伝をするコーナーではなくプライベートなどの日常会話で盛り上げていく。放送は「小林克也のRADIO BAKA」（下記外部リンク参照）で視聴可能。
何が言いたいの
2010年2月12日に「ギンザ・カンカン・10秒」としてAll Japan Singles Top20の中で試験的に行い、同年2月19日から14時台後半で現コーナー名で正式にコーナー化。
約15分間、小林がリスナーからの電話に返答する。話の内容は、リスナーからの相談など様々。
コバハラ電話相談室
「何が言いたいの」の後継コーナー。約15分間、小林と原田ディレクターが、リスナーからの電話相談に答える。
全英TOP10・全米TOP10
2017年7月14日放送分から2020年2月21日までに放送されたコーナー。全英アルバムチャートとBillboard 200のトップ10を紹介する。半生放送の際には休止となった。
2017年12月1日放送分までは12時台に放送していた。
一杯のコーヒーから
2020年（令和2年）2月28日から始まった新コーナー。毎週ゲストが登場する。
新型コロナウイルス感染症の流行に伴い、4月10日を以て一旦中断中。「あの人に贈りたい From Me To You ～電話バージョン～ 」に切り替えた。 同年12月18日にはAIとカイキゲッショクのHIRO夫妻をゲストに迎え一週限りの復活をした。
面接クイズ！
2017年2月24日より、カン・カン・クイズの一部を差し替える形で始まったコーナー。現在はカン・カン・クイズの枠の中の任意の一枠を面接クイズに差し替える形になっている。小林が面接官に扮し、電話をかけてきた3名のリスナーにクイズやリアクション芸を答えさせ、その中で現場スタッフの受けが良かったリスナーにTシャツがプレゼントされる。
ソーロークイズ!
GINZAカン・カン・クイズと同じく、音楽に関するクイズが出されるが、クイズに対して電話で答えるのではなく、NACK5の応募フォームから答えを送る。始まりと終わりにはスタッフ総出で「ピュッピュッピュッピュッ…」と叫ぶのが通例となっている。当初は女性スタッフの喘ぎ声も入っていた。文末は「～にてソーロー。」で結ぶのがルール。それがないと正解扱いにならない。最も早く正解の答えを送った人にTシャツがプレゼントされる。2018年5月25日放送分で終了。
君はスターだ！ファンフラ歌合戦、ファンフラスター誕生！
歌合戦はリスナーと電話をつなぎアカペラで歌を歌ってもらう。スター誕生は自作の歌を披露。
タイムマシーン
そのテーマの年の出来事、世相、事件ヒットした邦楽、洋楽を紹介する。
TOKYO Top10
タワーレコードの全国店舗と、HMV新宿・池袋・豊洲・目黒・立川・武蔵村山の2系列の店舗でのアルバムの売上を集計し、番組独自のランキングを紹介する。
初期の頃は「The GINZA Top20」として、スタジオのある東京都中央区銀座のCD店3店舗（山野楽器銀座本店・HMV数寄屋橋・ヤマハミュージック東京銀座店）でのアルバムの売上を集計したランキングを紹介していた。購入世代層が高く、インストアイベントを積極的に展開していた後者2店舗のセールスチャートを加算するため、オリコンアルバムチャートのランキングとは異なったランキングが楽しむことができた。過去には非音楽CDもランクインした事があり、この場合も他の楽曲と分け隔てることなく、収録されたトークやコントの内容を放送した。
2010年に入りHMVの店舗統合が相次ぎ、チャート集計のバランスを崩すと判断され、同年6月に3店舗の集計を終了することが6月11日の放送で発表され、7月より『TOKYO Top20』へと模様替えされた。これにより、ヤマハ・山野の2店舗が集計から外れ、タワーレコードが集計に参加した。10年以上続いた全国でも希有なローカルセールスランキングは終了した。
さらに2017年に入り、タワーレコードが都内店舗のみのランキングから全国の売上ランキングへ資料を切り替えたため、全国のタワーレコードと都内HMVでの売上によるランキングへと変更された。
2020年4月17日から6月12日にかけて、HMV都内店舗が新型コロナウイルス感染症の流行により休業に入ったため、タワーレコードの全国集計のみでランキングを発表した。その後HMV都内店舗の営業が再開したため、6月19日以降放送分は従前通りタワーレコードとHMVの売上を集計したものに戻った。
2021年5月7日から、緊急事態宣言発令に伴い再びHMV都内店舗が休業となったため、7日・14日はタワーレコードの全国集計のみでランキングを発表、21日以降はタワーレコードとダウンロード販売（データ参照元は不明）のデータを集計して発表している。
2017年5月5日～12月1日放送分までは13時台（7月7日までは12・13時台）に放送していた。
2017年7月7日放送分まではアルバムチャート20位から発表していたが、同月14日からはベスト10の発表だった。2018年8月24日・2019年4月19日放送分では半生放送のため、全英TOP10・全米TOP10を休止して20位から発表していた。
コーナー末期はK-POPのアーティストの原語版がランキングの大半を締めていた。(韓国は国の事情からCDはアルバムしか発売できない)
2021年頃から16時台、16時台後半と徐々に時間が縮小され最終的には17時前にダイジェストになった。
ファンフラオーディション
無名、インディーズアーティストの曲でもさらに極めて実験的な曲を紹介する。

## ノベルティ

### 日の丸ステッカー
投稿が紹介された人全員が貰える、番組オリジナルステッカー。現在は「強気」と呼ばれる赤、「アンポンタン」と呼ばれる黄緑、「弱気」と呼ばれる小さいサイズの赤の3種類がある。名前の由来は、日章旗に似ていることから。
初期ステッカーは太陽光に弱く、車両のボディなどに貼付すると、約6ヶ月程で白いステッカーになってしまうため、紫外線カットされたステッカーへ変更された。毎回メッセージが採用になったリスナーに、サイン入りステッカーを送るため、小林自身、曲をかけている時やCM中等の時間が空いている時間にサインを書いている。
このステッカーを自動車のフロントガラスに置き、ステッカーを置いた車を見かけたら、運転手同士で親指を立てて（通称ファンキーポーズ、サムズアップ）合図しあうことが通例となっている。

### DJ克っちゃん携帯ストラップ
随時登場するノベルティ。進呈時にミッキーが叫ぶ「DJ克っちゃん携帯ストラップゥ～」のジングルが出る。市販されている（1000円）ためラジオ朝市やPOWER SHOPで購入可能。

### 日の丸Tシャツ
リスナー参加コーナーで小林およびスタッフが気にいったネタを送ったリスナーには日の丸ステッカーだけでなく日の丸Tシャツも送られる。以前はTシャツ進呈の際、様々なジングルが流れていた。このジングルはスタッフの悪ふざけで作られており、ジングルが廃止になった今はアイキャッチに受け継がれている。

## 主な使用BGM・ジングル
- オープニング（タイトルコール後）：映画「ジャイアンツ」のテーマ
- All Japan Singles Top20（9時台オープニング）：「ウルトラセブンの歌」～（タイトルコール）～映画「ベン・ハー」のテーマ

（10時台オープニング）：「Zach's Fanfare #2（ザックのファンファーレ#2…アメリカ横断ウルトラクイズのオープニングテーマの一部）」～（タイトルコール）～20世紀フォックス・ファンファーレ
- THE LOVE TIME ：「I'm Not in Love」(10cc) ～（タイトルコール）～「Speculative Sleep」（フィル・パーネル）・「What Have We Done to Each Other?（映画「ゴーン・ガール」より）」（トレント・レズナー）※どちらかランダム
（Aパート終了後）：「Time Mother’s Joy (Flying)」（マーキュリー・レヴ）
- あの人に贈りたい From Me To You　：「ムーン・リバー」（ヘンリー・マンシーニ）
- OUR FUTURES ON THE ROAD ：「Hymne」（ヴァンゲリス）～タイトルコール「Chase Tommy」(坂本龍一) ～「Overture　序曲（映画「王様と私」より）」（20世紀フォックス・オーケストラ）
- イチバン！：「バック・イン・ブラジル」（ポール・マッカートニー）～（途中から小林の声も入りタイトルコール）～「Misirlou（映画「パルプ・フィクション」のテーマ）」（ディック・デイル&デルトーンズ）、
- 全英TOP10：「A HARD DAY'S NIGHT」(The Beatles)
- 全米TOP10：「この素晴らしき世界 What a Wonderful World」（ルイ・アームストロング）
- TOKYO Top10（タイトルコール後）：「聖者の行進」（演奏者不明）
- "No.9"（オープニングと、クイズ終了後）：（タイトルコール）～「レボリューション9」（ビートルズ）の、冒頭で「ナンバーナイン」と繰り返すナレーション部分
- エンディング：「天井棧敷の怪人」（サザンオールスターズ）
- ミッキー：「ブルースだーれ?」（ザ・ナンバーワン・バンド）
- GINZAカン・カン・クイズ / ソーロークイズ!：「 Gonna Fly Now（映画「ロッキー」のテーマ）」（ビル・コンティ）・「Sing,Sing,Sing」（Benny Goodman）※どちらかランダム
- 何が言いたいの：ドラマ「ハワイ5-0」のテーマ
- 持ってけ!泥棒クイズ!:「Jenny Jenny」(リトル・リチャード)

ジングルもNACK5のステーションジングルをBGMにして、小林が歌っているバージョンや、スーパーマリオワールドで使われた地上面や地下面のクリアするBGMで「町で一番ラジオは～ファンキーフライデー」と歌ったりや、谷村新司の「いい日旅立ち」の部分のところを「あ～あ、ファンキーはどこよ～。フライデーはここよ～、いらっしゃ～い」とか、スタッフも自らブルーハーツの「リンダリンダ」の部分を「ファンキフライで～」と歌ったり、小林が「群馬群馬群馬群馬千葉～！」「さいたま～ファンキーフライデー」と歌うバージョンがあるなどバラエティに富んでいる。和田アキ子の楽曲「Funky Friday」（1997年のアルバム『DYNAMITE GROOVE WADA AKIKO』収録）がジングルの代わりに時々流れることがある。
近年では乃木坂46の「命は美しい」を「ファンキーは美しい」と替え歌したり、ピンク・レディー の「UFO」を「ファンキー！」、RCサクセションの「トランジスタラジオ」の一節を「あー、radiko ～」と歌うジングルも存在している。また、2021年現在療養中の当番組の原田ディレクターを示唆するものも多い。
以前はお便り中にTシャツが当選した際、「犬の鳴き声」「Tシャツと囁きながら長々と続く謎の効果音」などスタッフが悪ふざけで制作したジングルが流されていたが、小林やスタッフが笑ってしまい放送への支障が出てしまうため、数か月で廃止となった経緯がある。

## 半生放送
- 小林がスケジュールの都合（海外取材、人間ドック等）で生放送が出来ない場合、「半生放送」という形式で放送することが、年に1～2回ほどある。
- 半生放送時は、まず事前に小林の声を録音しておき、それに沿って番組を進行する。但し、その日スタッフは全員通常通りに出勤、スタジオに入ったD陣が小林の突然の振りなどに応答する（午前、午後のチャートコーナーなど）。
- あの人に贈りたい From Me To Youと道のコーナー、9時間目は前の週に集まったメッセージを読む。クイズやはっきり言って Yes or Noは休止、別内容を放送する（例:2006年9月8日放送分は"No.9"「T-suirt show!!」過去の受賞作品を紹介）。
- 2019年に入り、原田ディレクターが闘病生活に入ったため、8月30日には半生放送ではなく代打としてケイザブローが登板した[注釈 16]。

## ファンキーフライデー・秋の全国交通安全運動スペシャル

### 埼玉県トラック協会Presents ファンキーフライデー秋の全国交通安全運動スペシャル(2023年)
2023年9月22日の放送は「埼玉県トラック協会Presents ファンキーフライデー秋の全国交通安全運動スペシャル」と題して、埼玉県トラック協会をスポンサーに迎え放送した。
この日に投稿が紹介された人には、埼玉県トラック協会とコラボしたステッカーを配布。
なおこのステッカーは、埼玉県トラック協会加盟の各事業所にも配布された。

### 埼玉県トラック協会Presents ファンキーフライデー秋の全国交通安全運動スペシャル(2024年)
前年同様、埼玉県トラック協会がスポンサーに入り、2024年9月27日に放送した。
前年のようなコラボステッカーの配布がなく、通常のサイン入り日の丸ステッカーが採用者に送られた。
また、交通川柳のコーナーでは、リスナーからの投稿以外にも、埼玉県トラック協会会員事業者からの川柳も合わせて紹介された。

## ファンフラ jiyu!da!カード
「ファンフラ jiyu!da!カード」は2007年7月6日から2011年1月31日までOMCカード（現セディナ）から発行されていたクレジットカード。各地域にある加盟店で割引などを受ける事が可能になっていた。2011年1月で発行を受け付けを終了し、同時にサイトを閉鎖した。